# جدة (جيولوجيا)
الجِدَّة ظاهرة جغرافية تظهر كسلاسل ناتئة من الصخور النارية في سُمُوت التلال والجبال، وتختلف عنها في اللون إذ تتراوح ألوانها ما بين الأحمر الداكن والبني الداكن والأسود، بحسب مكوناتها، على خلفية الصخور المائلة للألوان الترابية التي تحيط بها، ويمكن مشاهدة نماذج عليها في سلاسل جبال البحر الأحمر على كل من ساحليه في مصر والسعودية وكذلك في شبه جزيرة سيناء.
تتكون الجِدَّة عندما تندفع الصهارة البركانية من جوف الأرض عبر شقوقٍ في القشرة وعبر المناطق الضعيفة بها فتملؤها، ثم تأخذ الصهارة في التجمد على مر آلاف السنين مكونة صخورا نارية، وفي غضون ذلك تشكل التحركات الأرضية والزلازل سطح الأرض الذي كان منبسطا في شكل سلاسل جبلية ومرتفعات متعرجة، يصحبه ويستمر بعده لآماد طويلة حَتُّ الصخور المحيطة بها إن كانت صخورا رسوبية أو متحولة بقدر أكبر من تآكل الصخور النارية بسبب اختلافهما في الصلابة، وذلك بفعل التجوية، فتظهر الجِّدات ناتئة عما حولها من الصخور المكونة للجبال والتلال.